# Bezirksamt Ettenheim
| Basisdaten            | Basisdaten                         |
| --------------------- | ---------------------------------- |
| Staat                 | Großherzogtum Baden Republik Baden |
| Landeskommissärbezirk | Freiburg                           |
| Sitz                  | Ettenheim                          |
| Bestandszeitraum      | 1809–1924                          |
| Fläche                | 181,1 km² (1910)                   |
| Einwohner             | 18.806 (1910)                      |
| Bevölkerungsdichte    | 104 Einw./km² (1910)               |
| Gemeinden             | 16 (1921)                          |

Bezirksämter in Baden (Stand 1890)

Das Bezirksamt Ettenheim, im 19. Jahrhundert zunächst auch als Amt Ettenheim bezeichnet, war von 1809 bis 1924 ein Verwaltungsbezirk im Großherzogtum Baden und in der Republik Baden. Sein Gebiet gehört heute zum Ortenaukreis in Baden-Württemberg.

## Geschichte
In Baden wurde durch das Organisationsrescript vom 26. November 1809 im Kinzigkreis das neue Amt Ettenheim eingerichtet. Ihm zugeteilt wurden zunächst aus dem Oberamt Mahlberg die Stadt Ettenheim sowie die Dörfer Ettenheimweiler, Grafenhausen, Kappel und Ringsheim, aus dem Amt Kenzingen die Dörfer Oberhausen und Niederhausen sowie die Dörfer des aufgelösten Amtes Ettenheimmünster.
Durch das Organisationsrescript vom 26. November 1809 wurde das Amt dem neuen Dreisamkreis zugeordnet. In den folgenden Jahren wurde die Abgrenzung des Amtes mehrfach geändert. Dabei kamen 1810 die Orte Altdorf, Rust und Schmieheim zum Amt dazu und wechselten 1813 die Orte Broggingen, Tutschfelden und Wagenstadt zum Amt Kenzingen.
Das Amt Ettenheim gehörte ab 1832 zum Oberrheinkreis und ab 1864 zum Kreis Freiburg im Landeskommissärbezirk Freiburg. Seit dieser Zeit wurde das Amt üblicherweise Bezirksamt Ettenheim genannt.
Am 1. Mai 1872 wurde das Bezirksamt Ettenheim vorübergehend um die Stadt Kenzingen sowie die Gemeinden Bleichheim, Broggingen, Bombach, Herbolzheim, Niederhausen, Nordweil, Oberhausen, Tutschfelden und Wagenstadt des aufgelösten Bezirksamtes Kenzingen vergrößert. 1879 wurden die Gemeinden dem Bezirksamt Emmendingen zugeschlagen.
Die Gemeinde Münsterthal des Bezirksamts Ettingen wurde 1885 in Ettenheimmünster umbenannt.
Am 1. Juli 1921 wechselte die Gemeinde Dörlinbach aus dem Bezirksamt Ettenheim zum Bezirksamt Lahr.
Durch eine Verordnung des badischen Innenministers wurde das Bezirksamt Ettenheim zum 1. April 1924 aufgelöst. Seine Gemeinden kamen zum Bezirksamt Lahr.

## Einwohnerentwicklung
| Jahr | Einwohner | Quelle |
| ---- | --------- | ------ |
| 1814 | 15.459    | [ 13 ] |
| 1834 | 18.649    | [ 14 ] |
| 1852 | 20.094    | [ 15 ] |
| 1871 | 25.845    | [ 16 ] |
| 1890 | 17.868    | [ 17 ] |
| 1900 | 18.183    | [ 1 ]  |
| 1910 | 18.806    | [ 1 ]  |

## Gemeinden
Die folgende Tabelle enthält die 16 Gemeinden des Bezirksamtes Ettenheim, ihre Einwohnerzahl bei den Volkszählungen von 1864, 1890 und 1910 sowie ihre heutige Zugehörigkeit. Alle heutigen Gemeinden gehören zum Ortenaukreis.
| Gemeinde           | 1864 | 1890 | 1910 | Heutige Zugehörigkeit |
| ------------------ | ---- | ---- | ---- | --------------------- |
| Altdorf            | 1255 | 1108 | 1157 | Ettenheim             |
| Dörlinbach         | 512  | 537  | 618  | Schuttertal           |
| Ettenheim (Stadt)  | 2897 | 2921 | 3205 | Ettenheim             |
| Ettenheimmünster 1 | 515  | 437  | 475  | Ettenheim             |
| Grafenhausen       | 1472 | 1405 | 1556 | Kappel-Grafenhausen   |
| Kappel am Rhein    | 1324 | 1216 | 1412 | Kappel-Grafenhausen   |
| Kippenheim         | 1967 | 1902 | 1786 | Kippenheim            |
| Kippenheimweiler   | 552  | 605  | 594  | Lahr/Schwarzwald      |
| Mahlberg (Stadt)   | 1096 | 986  | 1012 | Mahlberg              |
| Münchweier         | 875  | 837  | 846  | Ettenheim             |
| Orschweier         | 648  | 544  | 614  | Mahlberg              |
| Ringsheim          | 1446 | 1380 | 1482 | Ringsheim             |
| Rust               | 1791 | 1722 | 1897 | Rust                  |
| Schmieheim         | 1242 | 961  | 811  | Kippenheim            |
| Schweighausen      | 1067 | 928  | 914  | Schuttertal           |
| Wallburg           | 454  | 379  | 427  | Ettenheim             |